# A hivatal
A hivatal (eredeti cím: The Office) 2001-ben bemutatott brit áldokumentumfilm jellegű szituációs komédia, amelynek rendezője, forgatókönyvírója és megalkotója Ricky Gervais és Stephen Merchant. A sorozat egy sloughi fiktív papírforgalmazó cég, a Wernham Hogg hivatali dolgozóinak mindennapjait mutatja be. A főszerepben Ricky Gervais látható.
Az első évad 2001. július 9-én debütált Angliában a BBC Two műsorkínálatában, hat epizóddal. A szintén hatrészes második évad 2002-ben került adásba. 2003 decemberében egy kétrészes karácsonyi különkiadást is bemutattak.   
A hivatal két Golden Globe- és számos egyéb díjat nyert el. Több nemzetközi feldolgozása született, ebből  legismertebb az amerikai változat, mely Office címmel 2005 és 2013 között futott.

## Összefoglaló
Az áldokumentumfilm jellegű sorozat a Wernham Hogg papírforgalmazó cég sloughi részlegének mindennapjairól szól. Az iroda vezetője David Brent, akit munkájában a csapatvezető és a területi ügyintéző helyettes, Gareth Keenan segít. A társas helyzetekben esetlen, akaratlanul is gyakran rasszista és szexista módon megnyilvánuló Brent folyamatosan igyekszik alkalmazottai kedvében járni. Próbálkozásaival azonban rendszerint csak kínos vagy akár katasztrofális helyzeteket idéz elő.
A másik fő cselekményszál Tim Canterbury értékesítő Dawn Tinsley recepcióshoz fűződő kapcsolatáról szól. Ártatlan flörtölésük kölcsönös vonzalomhoz vezet, annak ellenére, hogy a lányt már eljegyezte Lee, a mogorva és irányításmániás raktáros.

## Szereplők

### Főszereplők
| Szerep         | Színész         | Magyar hang           | Leírás                                                      |
| -------------- | --------------- | --------------------- | ----------------------------------------------------------- |
| David Brent    | Ricky Gervais   | Józsa Imre            | A Wernham Hogg papírgyártó cég sloughi részlegének vezetője |
| Tim Canterbury | Martin Freeman  | Balázs Zoltán         | A részleg értékesítési munkatársa                           |
| Gareth Keenan  | Mackenzie Crook | Kolovratnik Krisztián | A munkáját túl komolyan vevő területi ügyintéző helyettes   |
| Dawn Tinsley   | Lucy Davis      | Györgyi Anna          | Recepciós, David mindenese                                  |

### Visszatérő szereplők
| Szerep                 | Színész            | Magyar hang       | Leírás |
| ---------------------- | ------------------ | ----------------- | --- |
| Ricky Howard           | Oliver Chris       | Nagy Ervin        | Frissdiplomás átmeneti alkalmazott a cégnél |
| Jennifer Taylor-Clarke | Stirling Gallacher | Simon Mari        | Brent közvetlen felettese (1. évad), majd a cég partnere |
| Chris "Finchy" Finch   | Ralph Ineson       | Hegedűs D. Géza   | Durva és zsarnokoskodó értékesítő, David "legjobb barátja" |
| Neil Godwin            | Patrick Baladi     | Fesztbaum Béla    | A swindoni részleg fiatal, jóképű és közkedvelt vezetője |
| Keith Bishop           | Ewen MacIntosh     | Hajdu Steve       | A könyvelésen dolgozó alkalmazott |
| Lee                    | Joel Beckett       | Haás Vander Péter | Dawn sótlan, irányításmániás és gyakran lekezelő vőlegénye, aki a cég raktárában dolgozik                                                                             |
| Glynn a.k.a. Taffy     | David Schaal       |                   | Lee közvetlen felettese, nőgyűlölő és szexista raktárvezető |
| Malcolm                | Robin Hooper       |                   | Idősebb alkalmazott |
| Donna                  | Sally Bretton      |                   | Brent Ron és Elaine nevű barátainak lánya, később Ricky barátnője |
| Karen Roper            | Nicola Cotter      |                   | Brent titkárnője |
| Trudy                  | Rachel Isaac       | Kiss Eszter       | A swindoni csapat egyik tagja (2. évad) |
| Oliver                 | Howard Saddler     |                   | A részleg egyetlen fekete alkalmazottja, David folyamatosan rajta keresztül próbálja magát (sikertelenül) politikailag korrektnek és toleránsnak beállítani (2. évad) |
| Brenda                 | Julie Fernandez    |                   | Kerekesszékes alkalmazott, akin keresztül David szintén megpróbálja magát jobb színben feltüntetni (2. évad)                                                          |
| Rachel                 | Stacey Roca        | Csondor Kata      | A swindoni csapat egyik nőtagja, Tim romantikus érdeklődésének tárgya (2. évad)                                                                                       |

## Epizódok
| Évad | Évad                | Részek száma        | Részek száma        | Eredeti sugárzás      | Eredeti sugárzás      | Eredeti adó |
| Évad | Évad                | Részek száma        | Részek száma        | Évadbemutató          | Évadzáró              | Eredeti adó |
| ---- | ------------------- | ------------------- | ------------------- | --------------------- | --------------------- | ----------- |
|      | 1.                  | 6                   | 6                   | 2001. július 9.       | 2001. augusztus 20.   | BBC Two     |
|      | 2.                  | 6                   | 6                   | 2002. szeptember 30.  | 2002. november 4.     | BBC Two     |
|      | Karácsony           | Karácsony           | Karácsony           | 2003. december 26-27. | 2003. december 26-27. | BBC One     |
|      | The Return of Brent | The Return of Brent | The Return of Brent | 2013. március 15.     | 2013. március 15.     | BBC One     |

## Kapcsolódó műsorok
2006-ban Franciaországban készült el az első nem-angol nyelvű változat, François Berléand főszereplésével. A francián kívül kanadai és német változat is készült. 2008-as hírek szerint az orosz 1-es csatorna is megvásárolta a sorozat licencét.